# アマツバメ
アマツバメ (Apus pacificus) は、鳥綱アマツバメ目（ヨタカ目とする説もあり）アマツバメ科アマツバメ属に分類される鳥類。

## 分布
種小名pacificusは「太平洋の」の意で英名と同義。
夏季に中華人民共和国、日本、ロシア南東部、ヒマラヤ山脈で繁殖し、北半球における冬季は東南アジアやオセアニアで越冬する。日本には夏季に基亜種が北海道、亜種アマツバメが本州、四国、九州に繁殖のため飛来（夏鳥）する。

## 形態
全長19-20cm。翼開張43cm。尾羽はアルファベットの「V」字状。全身は黒や黒褐色の羽毛で覆われる。下面には白い横縞が入る。喉と腰は白い羽毛で覆われている。

## 分類
2011年に形態から、Apus cooki・Apus leuconyx・Apus salimaliiを分割し独立種とする説が提唱された。
以下の亜種の分類・分布は、IOC World Bird List (v10.1)に従う。一方で2019年の時点でClements Checklist (v2019)では、中華人民共和国東部や台湾・日本南部・フィリピン北部で繁殖する亜種アマツバメA. p. kurodaeと基亜種のみで2亜種とする説を採用している。
Apus pacificus pacificus (Latham, 1802)
シベリアからカムチャツカ半島、中華人共和国北部、日本
Apus pacificus kanoi (Yamashina, 1942)
チベット南東部から中華人民共和国東部にかけて、台湾
2011年にはA. p. kanoiを、より記載の早いA. p. kurodaeのシノニムとする説が提唱されている。一方でA. p. kurodaeを基亜種のシノニムとする説もある。A. p. kurodaeの模式産地は単に日本とされているが、模式標本は第二次世界大戦により消失してしまっている。

## 生態
高山帯や海岸の断崖などに生息する。渡りの際には平地や市街地で見られることもある。
がん壁等にしがみ付いてぶら下がるように止まる。地面に降りると、脚で歩いたり羽ばたいて飛び立ったりできない。食性は動物食で、昆虫類を食べる。交尾や睡眠を飛びながら行なう事もある。
繁殖様式は卵生。断崖に空中で集めた枯草などを唾液で固めた皿状の巣を作り、日本では6 - 8月に1回に2-3個の卵を産む。雌雄交代で抱卵し、抱卵期間は約40日。
水平飛行での速度は106MPH（169km/h)に達することもあり、鳥類の中でも最速の部類に入る。